# Eriopyga curvirena
Eriopyga curvirena är en fjärilsart som beskrevs av Achille Guenée 1852. Eriopyga curvirena ingår i släktet Eriopyga och familjen nattflyn. Inga underarter finns listade i Catalogue of Life.